# (2635) Huggins
(2635) Huggins (1982 DS) – planetoida z pasa głównego asteroid okrążająca Słońce w ciągu 3,34 lat w średniej odległości 2,23 j.a. Odkryta 21 lutego 1982 roku.